# Ніколай, граф Монпеза
Ніколай Вільям Олександер Фредерік, граф Монпеза (дан. Nikolai William Alexander Frederik; нар. 28 серпня 1999, Копенгаген) — син принца Йоакіма, графа Монпеза, та Олександри, графині Фредеріксборзької. Онук королеви Данії Маргрете II та принца-консорта Генріка, старший брат графа Фелікса від батькового першого шлюбу та зведений брат Генріка й Афіни від другого шлюбу батька з Марі.
Ніколай на січень 2024 року займає шосту позицію в порядку престолонаслідування данського трону.

## Біографія
Народився 28 серпня 1999 року в Університетському шпиталі (дат. Rigshospitalet) у Копенгагені. Хрещений 6 листопада 1999 року у палацовій церкві Фреденсборга.
Принц Данський Йоакім та Олександра, графиня Фредеріксборгська після розлучення мають спільні батьківські права.
З 21 вересня 2004 року проходив навчання у школі Кребса у Копенгагені. У 2014 році, закінчивши 9 класів, перейшов вчитися в інтернат Херлуфсхолм, який успішно закінчив, здобувши середню освіту у 2018 році.
У свої 18 років принц Микола досяг великих успіхів у кар'єрі моделі . Успішно працював на подіумі Лондонського тижня моди для бренду Burberry.
У 2018 році на початку серпня почав навчатися в школі, в Армії Сергентсколі у Varde.
Рішенням королеви Маргрете II його та інших дітей принца Йоакіма з 1 січня 2023 року позбавили титулів принца.
Відтоді, як і інші брати, має тільки титул графа Монпеза.

## Нагороди
- Данія 11 червня 2009 року: Пам'ятна медаль «75 років з дня народження Принца-консорту Генріка»
- Данія 16 квітня 2010 року: Пам'ятна медаль «70 років з дня народження королеви Маргрете II»
- Данія 14 січня 2012 року: Пам'ятна медаль Рубінового ювілею королеви Маргрете II
- Данія 16 квітня 2015 року: Пам'ятна медаль «75 років з дня народження королеви Маргрете II»
- Данія 10 червня 2017 року: Пам'ятна медаль «Золоте весілля королеви Маргрете II і принца Генріка»